# Sztropkóolyka
Sztropkóolyka (szlovákul: Stropkovská Oľka) Olyka településrésze, 1944-ig önálló község Szlovákiában, az Eperjesi kerület Mezőlaborci járásában.

## Fekvése
Mezőlaborctól 27 km-re délnyugatra, az Olyka-patak jobb partján fekszik. Olykának a pataktól nyugatra eső részét alkotja.

## Története
Sztropkóolyka, vagy másképpen Alsóolyka első írásos említése 1569-ből származik „Ilka” néven. A falu a 16. században keletkezett, a sztropkói uradalom része volt. 1715-ben 7 ház nélküli és 3 házas jobbágytelke létezett. 1767-től a Dessewffy család birtoka. 1787-ben 36 házában 257 lakos élt.
A 18. század végén Vályi András így ír róla: „Sztropko Olyka. Tót falu Zemplén Várm. földes Ura Dezsőfy Uraság, lakosai ó hitűek, fekszik Homonna Olykához 1/2 órányira, határja hasonló Homonna Olykáéhoz.”
A 19. században a Keglevich családé lett. 1828-ban 49 háza volt 369 lakossal. Lakói mezőgazdasággal foglalkoztak.
Fényes Elek 1851-ben kiadott geográfiai szótárában így ír a faluról: „Olyka, (Homonna és Sztropkó), két orosz falu, Zemplén vmegyében, mellyeket az Olyka vize választ el. Sztropkóhoz 2 1/2 mfdnyire: 783 gör. kath., 24 zsidó lak., 1186 hold szántófölddel, görög kath. anyaszentegyházzal. F. u. Homonna-Olykának, Szulovszky, Sztropkó-Olykának, gr. Dessewffy. Ut. p. Nagy-Mihály”.
Borovszky Samu monográfiasorozatának Zemplén vármegyét tárgyaló része szerint: „Sztropkóolyka, az Olyka-patak mentén fekvő ruthén kisközség, 55 házzal és 345 gör. kath. vallású lakossal. Postája Homonnaolyka, távírója és vasúti állomása Radvány. A sztropkói uradalom tartozéka volt s az újabb korban a Dessewffyek s a Jekelfalussyak voltak a földesurai, később Buday József is bírta. Most Rosnowsky Szaniszló krakkói lakosnak van itt nagyobb birtoka. Az itteni gör. kath. templom nagyon régi. 1807-ben és legújabban 1897-ben megújították”.
1910-ben 325, túlnyomórészt ruszin lakosa volt. 1920 előtt Zemplén vármegye Mezőlaborci járásához tartozott.
1944 szeptemberében a németek partizántevékenység miatt a falut felgyújtották. Homonnaolykával ugyanebben az évben egyesítették Olyka néven.